# Municipio de Hazlet
El municipio de Hazlet (en inglés: Hazlet Township) es un municipio ubicado en el condado de Monmouth en el estado estadounidense de Nueva Jersey. En el año 2010 tenía una población de 20,334 habitantes y una densidad poblacional de 1,383 personas por km².

## Geografía
El municipio de Hazlet se encuentra ubicado en las coordenadas 40°25′41″N 74°10′11″O / 40.42806, -74.16972.

## Demografía
Según la Oficina del Censo en 2000 los ingresos medios por hogar en el municipio eran de $65,697 y los ingresos medios por familia eran $71,361. Los hombres tenían unos ingresos medios de $51,776 frente a los $32,439 para las mujeres. La renta per cápita para la localidad era de $25,262. Alrededor del 3.4% de la población estaba por debajo del umbral de pobreza.